# 1440 az irodalomban
Az 1440. év az irodalomban.

## Születések
- 1440 – Hartmann Schedel német orvos, humanista, történetíró, kartográfus; a Nürnbergi Krónika, vagy Schedel kódex (Liber Chronicarum) szerzője († 1514)
- 1440 körül – Jorge Manrique spanyol költő († 1479)